# 吉葉礼子
吉葉 礼子（よしば れいこ、1937年（昭和12年）10月11日 - 2008年（平成20年）9月18日）は、女子プロレス黎明期に活躍した元女子プロレスラー。本名：田口禮子（旧姓：松永）。元全日本女子プロレス会長の松永高司はひとつ上の兄。妹の山口洋子、長女の影かほるも元女子プロレスラー。東京都目黒区出身。

## 人物
兄たちから柔道を習い、1955年に全日本女子プロレス協会（全日本女子プロレス興行とは別団体）に入門。リングネームは当時の人気横綱であった吉葉山から取って付けられた。
1956年1月、日大講堂で全日本バンタム級王者の立花蓉子に挑戦しドロー。
1960年に一度引退。マネージャーとして巡業を回っていた。
1968年、兄が全日本女子プロレスを旗揚げすると、短期間ながら選手復帰を果たす。引退後は全女ではマネージャーとして全盛期を支えた。
退社後に結婚して1男2女を儲け、長女は影かほるのリングネームで母と同じ道を歩んだ。
2008年（平成20年）9月18日19時3分、肺がんにより死去。70歳没。